# Emanuel Tov
Emanuel (kortweg "Menno") Tov (Hebreeuws: עמנואל טוב) (Amsterdam, 15 september 1941) is een Nederlandse emeritus hoogleraar bijbelwetenschappen aan de faculteit Bijbelwetenschappen van de Hebreeuwse Universiteit van Jeruzalem. Hij is sinds decennia betrokken bij het onderzoek naar de Dode Zee-rollen en tussen 1991 en 2009 was hij hoofdredacteur van het Dead Sea Scrolls Publication Project.

## Levensloop
Emanuel Tov werd geboren in Amsterdam op 15 september 1941, tijdens de Duitse bezetting. Tijdens de Holocaust, toen Tov één jaar oud was, werden zijn ouders Juda (Jo) Toff en Toos Neeter gedeporteerd naar concentratiekampen, en zij vertrouwden hem toe aan de zorg van zijn oom Juda Koekoek en tante Elisabeth Koekoek-Toff, een christelijke familie. Hij zou opgroeien als één van hun kinderen.
Tov genoot zijn lager onderwijs aan de Boerhaaveschool en vervolgde zijn studie aan de Kohnstammschool, in Zuid-Amsterdam. Vanaf twaalfjarige leeftijd studeerde Tov Latijn en Grieks aan het Spinoza Lyceum. Vanaf zijn veertiende was hij actief in de zionistische jeugdbeweging Habonim, waar hij een van de leiders was.
Toen hij het klassieke gymnasium voltooide, sprak Tov behalve zijn moedertaal Nederlands, ook Latijn, Grieks, Frans, Engels, Duits en Hebreeuws, dat hij vanaf zijn bar mitswa-leeftijd in de Talmoed Thora had gestudeerd.
Hij vertrok toen voor een jaar naar Israël, alwaar hij in Machon L'Madrichei Chutz La'Aretz verbleef voor een studie in de leiderschap in de jeugdbeweging Habonim. Hij zong in het koor en leerde fluit spelen. In 1960 keerde hij terug naar Nederland, waar hij algemeen secretaris van die beweging werd.
In oktober 1960 keerde Tov terug naar Israël, ditmaal voor een studie aan de Hebreeuwse Universiteit van Jeruzalem. In 1963 ontmoette hij Lika Aa, die hij van de middelbare school kende, en zij trouwden op 3 december 1964. In 1964 voltooit hij zijn Bachelors in de Bijbel en Griekse literatuur en in 1967 ontving hij zijn Masters in de Hebreeuwse Bijbel. Hij was toen ook werkzaam als assistent in de Bible Departement van de universiteit en hij was betrokken bij het Hebrew University Bible Project.
In 1967-1969 zette hij zijn studie voort aan de Harvard Universiteit, het Departement voor studies en talen van het Nabije Oosten. Zijn proefschrift, geschreven onder leiding van de professoren Shemaryahu Talmon van de Hebreeuwse Universiteit en Frank Moore Cross van de Harvard Universiteit, werd in 1973 aan de Hebreeuwse universiteit ingediend als The Septuagint Translation of Jeremiah and Baruch, waarmee hij summa cum laude zijn doctoraat verkreeg.
In 1986 werd Tov benoemd tot hoogleraar aan de Hebreeuwse Universiteit en in 1990 werd hij J. L. Magnes Hoogleraar Bijbelstudies, waarvan hij in 2009 met pensioen ging. Hij is sindsdien gasthoogleraar geweest op diverse universiteiten wereldwijd.
Van 1990 tot 2009 was hij hoofdredacteur van het internationale Dead Sea Scrolls Publication Project, dat in die jaren 33 delen uitbracht in de reeks Discoveries in the Judaean Desert.

## Erevermeldingen
- 1999 - 2004 - Humboldt-prijs, Duitsland
- 2003 - Ubbo Emmiuspenning, Rijksuniversiteit Groningen
- 2004 - Emetprijs voor Bijbels Onderzoek, Israël[7]
- 2008 - Eredoctoraat van de Universiteit van Wenen[10]
- 2009 - Israëlprijs voor Bijbelse studies
- 2010 - Samaritaanse medaille voor humanitaire prestaties
- 2019 - Eredoctoraat van de Universiteit van Salzburg

## Lidmaatschappen
In 1986 werd Tov benoemd tot hoogleraar aan de Hebreeuwse Universiteit en in 1990 werd hij J. L. Magnes Hoogleraar Bijbelstudies.
Voorts was hij gasthoogleraar aan de Universiteit van Oxford, Uppsala, Doshisha (Kyoto), Macquarie en Sydney, Stellenbosch, Vrije Universiteit, University of Pennsylvania, de Pauselijke Gregoriaanse Universiteit, Halle, de Protestantse Theologische Universiteit, en de Pauselijk Bijbelinstituut. Hij verbleef aan Institute for Advanced Studies aan de Hebreeuwse Universiteit in Jeruzalem, Netherlands Institute for Advanced Study, Annenberg (Philadelphia), Oxford Centre for Postgraduate Hebrew Studies en het Lichtenberg Kolleg (Göttingen, Duitsland).
Overige benoemingen waren;
- 2006 - Corresponderende Fellow van de Britse Academie[11]
- 2012 - Lid van de Israëlische Academie van Wetenschappen en Geesteswetenschappen[12]
- 2017 - Lid van de Amerikaanse Academie van Kunsten en Wetenschappen[13]

## Publicaties
- Tov, Emanuel (2001). Textual Criticism of the Hebrew Bible. Uitgeverij Van Gorcum. ISBN 9789023237150.
- Tov, Emanuel (3 september 2014). The Greek and Hebrew Bible: Collected Essays on the Septuagint. BRILL. DOI:10.1163/9789004275973. ISBN 978-90-04-27597-3.
- Tov, Emanuel (16 oktober 2018). Scribal Practices and Approaches Reflected in the Texts Found in the Judean Desert. BRILL. DOI:10.1163/9789047414346. ISBN 978-90-47-41434-6.

- Tov, Emanuel, Parsons, P. J.; Kraft, Robert A. (eds.) (1990). The Greek Minor Prophets Scroll from Nahal Hever (8HevXIIgr): The Seiyal Collection I. Clarendon Press. ISBN 9780198263272.

- Bibsys: 90342868
- Bibliothèque nationale de France: cb12028047f (data)
- CiNii: DA04048858
- Gemeinsame Normdatei: 124538878
- International Standard Name Identifier: 0000 0003 6855 5531
- Library of Congress Control Number: n83175754
- Nationale Bibliotheek van Letland: 000073217
- Nationale Bibliotheek van Tsjechië: zmp20201073769
- Nationale bibliotheek van Australië: 35553931
- Nationale Bibliotheek van Israël: 987007268922405171
- Nationale Bibliotheek van Polen: a0000002756350
- Nationale en Universitaire bibliotheek Zagreb: 000559264
- Nederlandse Thesaurus van Auteursnamen: 068812094
- ORCID: 0000-0003-0195-5151
- Réseau des bibliothèques de Suisse occidentale: 02-A003907726
- Système universitaire de documentation: 028446968
- Trove: 993938
- Virtual International Authority File: 64423120
- WorldCat: E39PBJkxMPqPvKYKPfvxXMk7HC